# 솽칭구

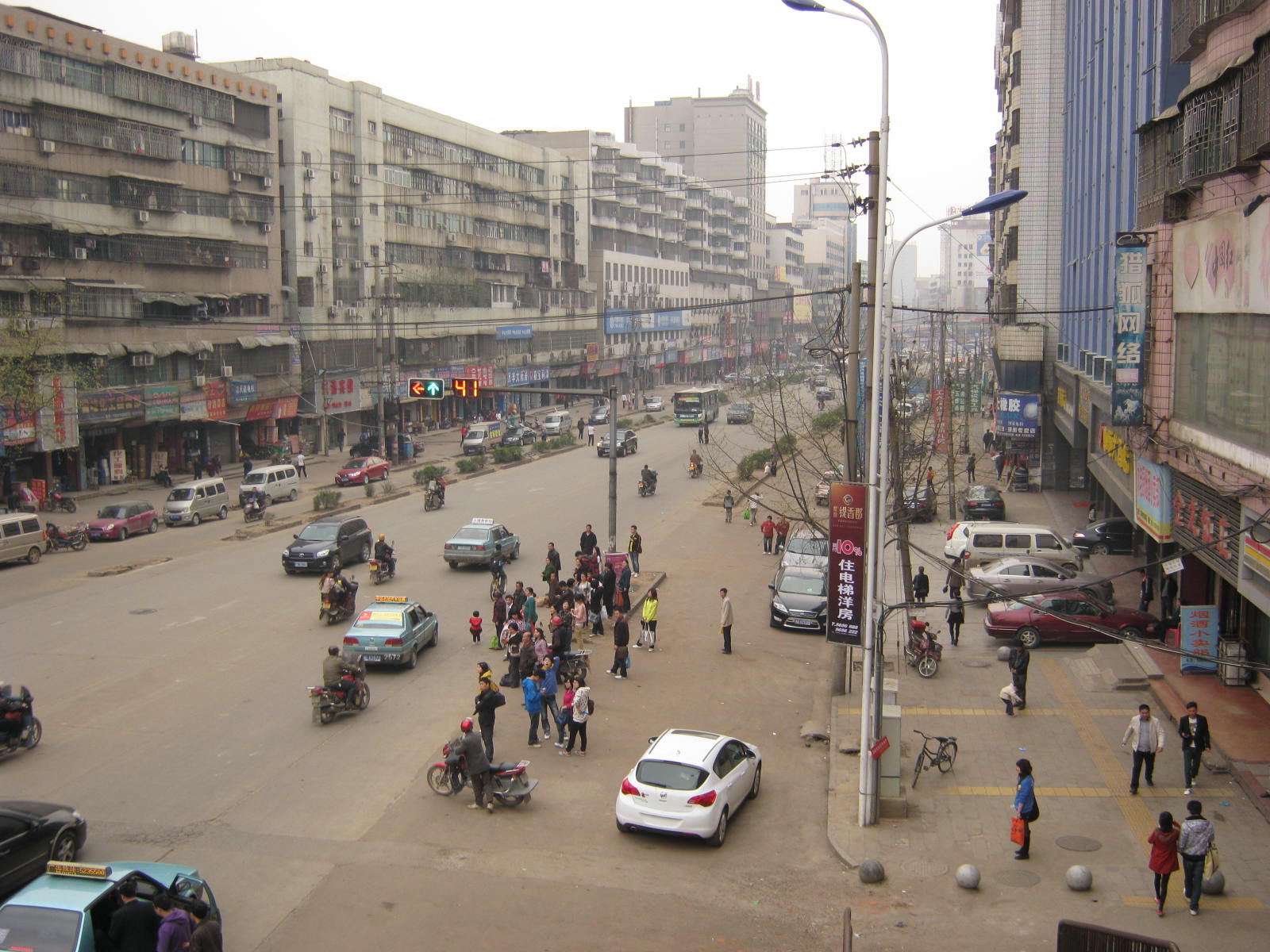

솽칭구(한국어: 쌍청구, 중국어: 双清区, 병음: Shuāngqīng Qū)는 중화인민공화국 후난성 사오양 시의 현급 행정구역이다. 넓이는 137km2이고, 인구는 2007년 기준으로 270,000명이다.

## 행정 구역
6개 가도, 2개 진, 4개 향을 관할한다.
- 가도: 兴隆街道, 龙须塘街道, 汽车站街道, 小江湖街道, 东风路街道, 桥头街道.
- 진: 高崇山镇, 渡头桥镇.
- 향: 城东乡, 石桥乡, 火车站乡, 云水乡.